# Yazid Dalaa
Yazid Dalaa (27 november 1990) is een Belgisch jiujitsuka en MMA-vechter.

## Levensloop
Dalaa is afkomstig uit Antwerpen en was actief bij JJC Luchtbal.
Hij behaalde in 2015 op de wereldkampioenschappen jiujitsu in het Thaise Bangkok zilver in de gewichtsklasse -62kg. Op de Wereldspelen van 2013 in het Colombiaaanse Cali werd hij vierde in zijn gewichtsklasse.
Daarnaast nam hij samen met Wendy Driesen tweemaal deel aan het onderdeel 'gemengd duo' op de Wereldspelen van 2009 en 2013. In 2009 in het Taiwanese Kaohsiung behaalden ze er een bronzen medaille Ook behaalde het duo tweemaal zilver op een WK, met name in 2008 in het Zweedse Malmö en in 2010 in het Russische Sint-Petersburg. Op het WK van 2012 in het Oostenrijkse Wenen behaalden ze brons. Op de Europese kampioenschappen van 2010 en 2011  behaalde het duo een zilveren medaille.